# Hilongos
Hilongos (Bayan ng Hilongos) är en kommun i Filippinerna. Kommunen ligger på ön Leyte, och tillhör provinsen Leyte. Folkmängden uppgår till 51 462 invånare.

## Barangayer
Hilongos är indelat i 51 barangayer.
| - Agutayan - Atabay - Baas - Bagumbayan - Baliw - Bantigue - Bung-aw - Cacao - Campina - Catandog 1 - Catandog 2 - Concepcion - Himo-aw - Hitudpan - Imelda Marcos (Pong-on) - Kang-iras - Lamak | - Libertad - Liberty - Lunang - Magnangoy - Marangog - Matapay - Naval - Owak - Pa-a - Central Barangay (Pob.) - Eastern Barangay (Pob.) - Western Barangay (Pob.) - Pontod - Proteccion - San Agustin - San Antonio - San Isidro | - San Juan - San Roque - Santa Cruz - Santa Margarita - Santo Niño - Tabunok - Tagnate - Talisay - Tambis - Tejero - Tuguipa - Utanan - Bagong Lipunan - Bon-ot - Hampangan - Kangha-as - Manaul |

## Källor

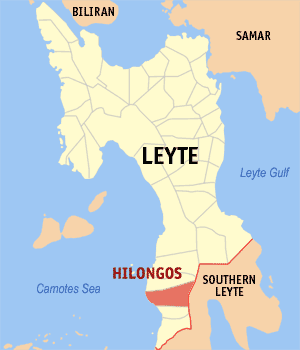